# Campeonato do Mundo de Hóquei em Patins Masculino de 1972
O Campeonato Europeu de 1972 foi a 20.ª edição do Campeonato do Mundo de Hóquei em Patins .

## Resultados
|      | Equipe         | Pts | J  | V  | E | D  | GM  | GS | DG  |
| ---- | -------------- | --- | -- | -- | - | -- | --- | -- | --- |
| 1.º  | Espanha        | 22  | 11 | 11 | 0 | 0  | 112 | 11 | 101 |
| 2.º  | Portugal       | 18  | 11 | 9  | 0 | 2  | 75  | 18 | 57  |
| 3.º  | Argentina      | 16  | 11 | 7  | 2 | 2  | 45  | 15 | 30  |
| 4.º  | Alemanha       | 16  | 11 | 8  | 0 | 3  | 69  | 24 | 45  |
| 5.º  | Itália         | 14  | 11 | 6  | 2 | 3  | 37  | 22 | 15  |
| 6.º  | Holanda        | 14  | 11 | 7  | 0 | 4  | 57  | 39 | 18  |
| 7.º  | Chile          | 10  | 11 | 5  | 0 | 6  | 43  | 52 | -9  |
| 8.º  | Bélgica        | 8   | 11 | 3  | 2 | 6  | 40  | 63 | -23 |
| 9.º  | Estados Unidos | 7   | 11 | 3  | 1 | 7  | 35  | 53 | -18 |
| 10.º | Austrália      | 4   | 11 | 2  | 0 | 9  | 26  | 89 | -63 |
| 11.º | Nova Zelândia  | 3   | 11 | 1  | 1 | 9  | 18  | 91 | -73 |
| 12.º | Japão          | 0   | 11 | 0  | 0 | 11 | 11  | 91 | -80 |

|                | Alemanha | Países Baixos | Japão | Nova Zelândia | Austrália | Estados Unidos | Bélgica | Chile | Portugal | Espanha | Argentina | Itália |
| -------------- | -------- | ------------- | ----- | ------------- | --------- | -------------- | ------- | ----- | -------- | ------- | --------- | ------ |
| Alemanha       |          |               |       |               |           |                |         |       |          |         |           |        |
| Holanda        | 2-4      |               |       |               |           |                |         |       |          |         |           |        |
| Japão          | 0-12     | 1-10          |       |               |           |                |         |       |          |         |           |        |
| Nova Zelândia  | 2-12     | 2-11          | 3-2   |               |           |                |         |       |          |         |           |        |
| Austrália      | 1-7      | 3-10          | 5-1   | 3-2           |           |                |         |       |          |         |           |        |
| Estados Unidos | 4-6      | 3-8           | 9-2   | 2-2           | 5-1       |                |         |       |          |         |           |        |
| Bélgica        | 3-12     | 3-5           | 9-2   | 9-2           | 5-4       | 1-5            |         |       |          |         |           |        |
| Chile          | 4-8      | 0-2           | 3-2   | 11-2          | 3-1       | 4-1            | 10-3    |       |          |         |           |        |
| Portugal       | 3-2      | 10-1          | 16-1  | 7-3           | 21-0      | 4-2            | 4-1     | 7-2   |          |         |           |        |
| Espanha        | 3-0      | 8-1           | 14-0  | 20-0          | 18-3      | 16-1           | 15-2    | 10-3  | 4-0      |         |           |        |
| Argentina      | 2-1      | 2-5           | 5-0   | 6-1           | 10-3      | 5-0            | 3-3     | 9-0   | 2-0      | 0-2     |           |        |
| Itália         | 0-5      | 3-2           | 5-0   | 8-0           | 7-2       | 4-3            | 1-1     | 7-3   | 0-3      | 1-2     | 1-1       |        |